# Apocope
Apocope of abissio is het verschijnsel dat de  laatste lettergreep van een woord wordt weggelaten, als een soort versterkte vorm van elisie. De apocope als stijlfiguur wordt in de poëzie veel toegepast, teneinde een goed ritme, rijm of metrum te krijgen. Ook in spreektaal komt het veel voor, waardoor vaak nieuwe, kortere woorden ontstaan: zo is 'auto' voortgekomen uit 'automobiel', 'disco' uit 'discotheek' etc. Een taal waarin dit veel gebeurt, is het Frans ('sympa' voor 'sympathique', 'vélo' voor 'vélocipède' etc.).
Het weggelaten deel wordt in klassieke Nederlandse dichtkunst aangegeven met een apostrof (') of een circumflex (^). 

## Voorbeeld
(...) meer hebt ge niet noô,
(noô = nodig) (J. Nolet de Brauwere van Steeland)

## Verwante begrippen
- Het weglaten van met name onbeklemtoonde klanken gebeurt ook vaak aan het begin of in het midden van een woord. Men spreekt dan van een syncope.
- Bij crasis smelten verschillende aangrenzende klanken samen.
- Apocope is het tegenovergestelde van paragoge.